# Daubentonia madagascariensis

Distribuzione dello Daubentonia madagascariensis.

L'aye-aye o aye aye o aié-aié o chiromio  (Daubentonia madagascariensis Gmelin, 1788) è un primate nativo del Madagascar. Il primo a descriverlo fu, nel 1775, lo zoologo tedesco Schreiber; verso la metà del XIX secolo tale scoperta fu confermata dal naturalista inglese Richard Owen.

## Tassonomia
È l'unico rappresentante vivente del suo genere, della sua famiglia e del suo infraordine (Chiromyiformes): l'aye aye gigante (Daubentonia robusta) è infatti estinto da tempo.

## Distribuzione
L'aye aye vive nella zona costiera orientale del Madagascar, dove colonizza la foresta pluviale al di sopra dei 700 m d'altitudine: lo si trova sempre più spesso nelle piantagioni, sia a causa della distruzione dell'habitat di questa specie, sia poiché qui gli animali trovano con facilità il cibo.
L'aye-aye non è facilissimo da avvistare; alcuni fra i luoghi migliori per incontrarlo sono il Parco Nazionale di Ranomafana, il Parco Nazionale di Andasibe-Mantadia e la Riserva Speciale di Nosy Mangabe, dove numerosi individui furono trasferiti quando la specie fu "riscoperta" nel 1961.

## Descrizione
L'aye-aye è un animale simile a un lemure ed è alto circa 90 cm. La femmina pesa 100 g in meno del maschio.
Il pelo è lungo, folto, di colore nero o bruno scuro, con sfumature rossicce sul ventre ed un collare bianco-crema attorno al collo.

È stato descritto come un animale dalle orecchie da pipistrello, la faccia da volpe, gli occhi da gatto, il corpo da scimmia, le mani da strega e la coda ed i denti da scoiattolo: si tratta infatti di un animale unico nel suo genere, con caratteristiche comuni coi primati ed i roditori, al punto che i primi zoologi europei scambiarono questo animale per una qualche specie di scoiattolo gigante che aveva abitudini ipogee e si nutriva di lombrichi, che infilzava col lungo dito medio, e come tale lo classificarono (Chiromys madagascariensis).
La faccia ha forma triangolare ed è ricoperta da pelo rado, con ciuffi di peli sulle sopracciglia e sul muso: gli occhi sono relativamente piccoli, distanziati, verdastri e dalla pupilla verticale da animale notturno. Ai lati della testa spuntano due grandi orecchie ellittiche di colore nero lucido, anch'esse glabre.

La caratteristica principale della faccia è rappresentata dagli incisivi larghi e piatti, estremamente simili a quelli dei roditori, che hanno crescita continua.
Le mani sono glabre e possiedono pollici opponibili: le dita sono lunghe, ricurve e dotate di forti unghie, in particolare il terzo dito delle zampe anteriori è poco più di un bastoncino scheletrico ed è lungo fino al triplo rispetto alle altre dita. Con questo bastoncino l'aye aye si procaccia il cibo (vedi Alimentazione).

## Biologia
L'aye aye è un animale notturno: passa il giorno riposando in nidi che si costruisce ammassando foglie all'interno di tronchi cavi o alla biforcazione di grossi rami, per poi uscire fra i 30 minuti prima del tramonto e le tre ore dopo di esso.

Si tratta di animali essenzialmente arboricoli, che percorrono anche 4 km ogni notte saltando di ramo in ramo: l'aye aye trova infatti difficoltoso muoversi in orizzontale.
Questi animali sono sempre stati considerati solitari o tutt'al più monogami: recenti ricerche hanno tuttavia dimostrato che le interazioni sociali fra aye aye sono più complesse di quanto si credeva un tempo. Gli aye aye, infatti, possiedono un proprio territorio all'interno del quale si nutrono: i territori dei maschi (fino a 80 acri) si sovrappongono in varia misura, mentre quelli delle femmine (25 acri od oltre) non si sovrappongono mai. Il territorio di un maschio si sovrappone spesso a quelli di più femmine nelle zone di confine. Ogni individuo marca il proprio territorio con secrezioni delle ghiandole su gola, guance e dei genitali.

Spesso gli aye aye si riuniscono in gruppi per nutrirsi: la coordinazione all'interno del gruppo è data da segnali odorosi e vocalizzazioni come grugniti e sibili.

I maschi sono solitamente socievoli fra loro al di fuori del periodo riproduttivo, quando si sviluppa una forte aggressività intraspecifica e si assiste a combattimenti o anche a maschi che aggrediscono altri maschi durante la copula.

I maschi e le femmine, invece, interagiscono molto poco al di fuori della copula: come in molti lemuri, le femmine hanno ruoli di dominanza rispetto ai maschi.

### Alimentazione
Si tratta di animali onnivori, che mangiano vermi, larve e pupe d'insetti, oltre che materiale vegetale.
Ai fini dell'alimentazione il dito medio è fondamentale: di esso l'animale si serve per dare colpetti alla corteccia degli alberi, alla ricerca di suoni sordi che rivelino la presenza di una larva al di sotto dello strato legnoso. A questo punto l'aye aye pratica un'incisione nel legno coi denti ed utilizza il dito come amo per pescare l'insetto. Allo stesso modo il lungo medio viene utilizzato per estrarre il midollo dei bambù e della canna da zucchero o per scavare la polpa di frutti come le noci di cocco o i frutti del ramy (Canarium madagascariense).

Di questo bastoncino l'aye aye si serve anche per bere: l'animale, infatti, non avvicina mai direttamente la bocca ai fori che pratica nelle uova o nelle noci di cocco, ma vi imbeve prima il dito e poi lo porta alla bocca.

### Riproduzione
Non c'è un periodo preciso degli accoppiamenti: la gestazione dura circa 5 mesi, al termine dei quali viene dato alla luce un unico cucciolo, che viene tenuto principalmente dalla madre, anche se il padre resta sempre nei pressi (per assicurarsi che altri maschi non si accoppino con la femmina) ed a volte offre pezzi di cibo al piccolo. Le mammelle, caratteristica unica tra i primati, sono situate nella regione inguinale.

Il cucciolo viene svezzato attorno ai 7 mesi d'età: i maschi raggiungono la maturità sessuale attorno all'anno e mezzo d'età, mentre le femmine sono ricettive solo dopo il secondo anno di vita. Tuttavia, i giovani non si separano dalla madre prima del compimento del secondo anno. La dentatura da latte degli aye aye è come quella dei lemuri, mentre quella definitiva è simile a quella dei roditori.
La speranza di vita di questi animali in natura è sconosciuta: in cattività, tuttavia, vari esemplari hanno superato i 23 anni di vita.

## Nella cultura di massa
L'aye aye non teme l'uomo, e frequentemente si aggira nei villaggi alla ricerca di frutta matura o uova, per nutrirsi delle quali non esita ad entrare nelle case: quando incontra l'uomo, se questi resta calmo, non esita ad avvicinarsi per studiarlo ed annusarlo, mostrando in questo atteggiamenti simili a quelli del procione.
Questi primati sono considerati nella stragrande maggioranza del proprio areale portatori di sventura, sotto forma di malattie, disastri o decessi.

Secondo le credenze degli indigeni Sakalava l'aye-aye, oltre a rappresentare una minaccia per i pollai, sarebbe anche un potenziale pericolo per l'uomo: introducendosi di notte nelle case abitate ucciderebbe nel sonno gli abitanti perforando il cuore delle vittime con il lungo dito medio. È per tale ragione che i Sakalava cacciano gli aye-aye, spesso appendendo le carcasse ai rami degli alberi..
Nei film di  Madagascar e nella serie tv I pinguini di Madagascar Maurice, il luogotenente del re dei lemuri Julien, un lemure catta, è un aye aye.
Appare nel 2015 nel film russo Dragon come amico del drago.
Appare nella terza stagione serie animata Wild Kratts nell'episodio "Signorsì".
Nella seconda stagione della serie animata La Leggenda di Korra, appare sotto forma di spirito a guardia di un'oasi.

## Conservazione
La Zoological Society of London, in base a criteri di unicità evolutiva e di esiguità della popolazione, ha inserito Daubentonia madagascariensis tra le 100 specie di mammiferi a maggiore rischio di estinzione.
La IUCN, classifica la specie come in pericolo (Endangered), principalmente per la distruzione dell'habitat.
La specie è protetta all'interno di numerosi parchi nazionali (Andohahela, Andringitra, Mananara Nord, Mantadia, Marojejy, Masoala, Midongy du Sud, Montagna d'Ambra, Ranomafana, Tsingy di Bemaraha, Tsingy di Namoroka, Baia di Baly e Zahamena) e varie riserve speciali tra cui la riserva speciale dell'Ankarana e quella di Nosy Mangabe.
Figura nell'Appendice I della Convention on International Trade of Endangered Species (CITES), quale specie di cui è vietato il commercio.

## Galleria d'immagini

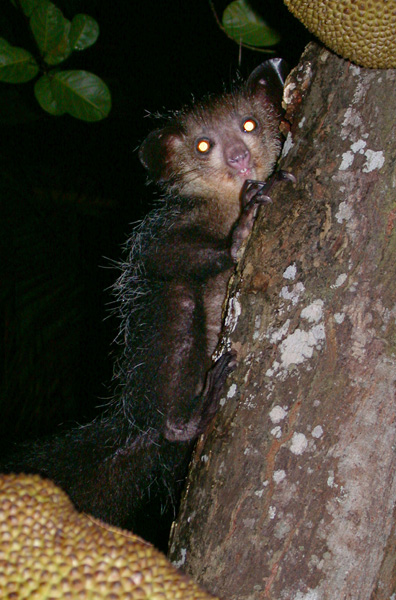
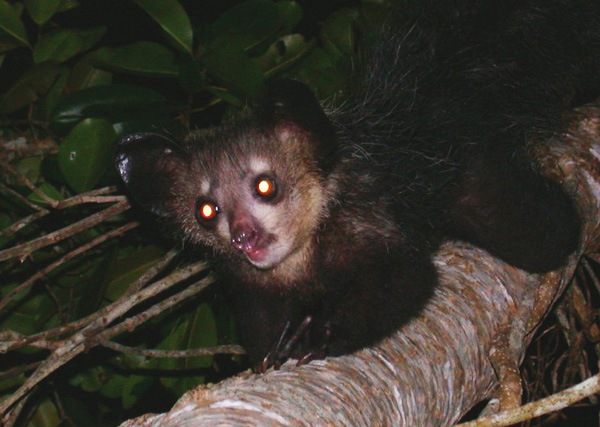
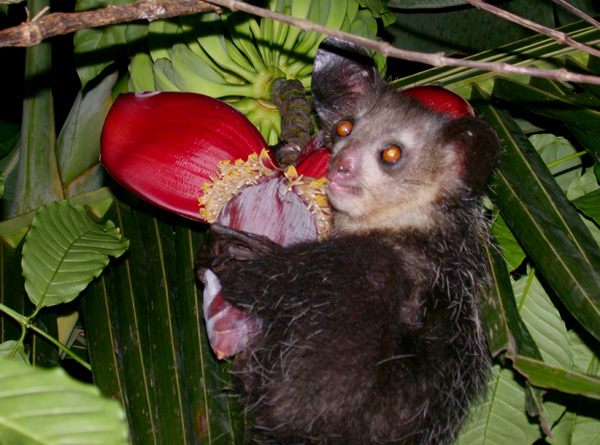
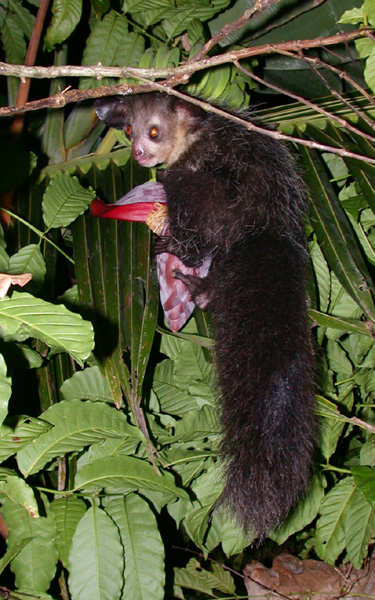